# Municipi d'Ape
El municipi d'Ape (en letó: Apes novads) és un dels 110 municipis de la República de Letònia, que es troba localitzat al nord-est del país bàltic, i que té com a capital la localitat d'Ape. El municipi va ser creat l'any 2009 després de la reorganització territorial.

## Ciutats i zones rurals
- Ape (ciutat amb zona rural)
- Gaujienas pagsts (zona rural)
- Trapenes pagsts (zona rural)
- Virešu pagsts (zona rural)

## Població i territori
La seva població està composta per un total de 4379 persones (2009). La superfície del municipi té uns 545,1 kilòmetres quadrats, i la densitat poblacional és de 8,03 habitants per kilòmetre quadrat.
A la zona rural de Gaujienas es troba el Palau de Gaujiena.